# Dario Casalini
Dario Casalini (Roma, 30 luglio 1971) è un attore italiano.

## Biografia
Debutta, nel 1984, nella fiction per la Rai Voglia di volare. Nel 1986, interpreta Danny nel film cult Dèmoni 2... L'incubo ritorna, scritto e prodotto da Dario Argento, mentre un anno dopo è protagonista nel film di Luciano Salce Quelli del casco, in cui interpreta Nicola, e Karl nel film Intervista, diretto da Federico Fellini.
Nel 1989 è protagonista del film drammatico La puritana, con Helmut Berger, mentre tra le apparizioni televisive partecipa ai film e serie TV La voglia di vincere con Gianni Morandi, La bugiarda nel ruolo di Luca , di Franco Giraldi, Preferisco Vivere scritto da Maurizio Costanzo, È proibito ballare, di Pupi Avati, Un bambino in fuga-tre anni dopo con Pamela Villoresi e I ragazzi del muretto.
Nei primi anni 1990 interpreta Mark nel film di Dario Argento La setta, diretto da Michele Soavi, è Ivan in Nessuno , di Francesco Calogero, in cui interpreta uno dei protagonisti, Mark in Gipsy Angel, con Carroll Baker, e interpreta Flavio in Maledetto il giorno che t'ho incontrato con Margherita Buy, per la regia di Carlo Verdone.
Negli anni seguenti si trasferisce a Los Angeles dove studia e lavora. Torna per un breve periodo in Italia per partecipare alla miniserie di Pupi Avati Voci notturne, mentre negli USA Dario Casalini è protagonista nel 1996 di Sex, Love & Intimacy, con la partecipazione musicale di Madonna, e del cortometraggio Just One Night diretto da Maguy R. Cohen. Nel 1997 è anche protagonista di Maldoror, film sperimentale indipendente di Kadour Naimi, uscito in Italia nel 1997.. Dario Casalini vive a Hollywood dove lavora in produzioni teatrali da oltre vent'anni.

## Filmografia
- Voglia di volare - sceneggiato TV, regia di Pier Giuseppe Murgia (1984)
- Dèmoni 2... L'incubo ritorna, regia di Lamberto Bava (1986)
- Quelli del casco, regia di Luciano Salce (1987)
- Intervista, regia di Federico Fellini (1987)
- La voglia di vincere - miniserie TV (1987)
- La puritana, regia di Ninì Grassia (1989)
- La bugiarda - film TV, regia di Franco Giraldi (1989)
- È proibito ballare - film TV, regia di Pupi Avati (1989)
- Preferisco vivere - film TV, regia di Paolo Pietrangeli (1989)
- Gipsy Angel, regia di Al Festa (1990)
- Un bambino in fuga - Tre anni dopo, miniserie TV (1991)
- La setta, regia di Michele Soavi (1991)
- Nessuno, regia di Francesco Calogero (1992)
- Maledetto il giorno che t'ho incontrato, regia di Carlo Verdone (1992)
- I ragazzi del muretto - serie TV, 2 episodi (1993)
- Voci notturne - miniserie TV (1995)
- Just One Night - corto, regia di Maguy R. Cohen (1995)
- Sex, Love & Intimacy, regia di Gretchen Wettig (1996)
- Maldoror, regia di Kadour Naimi (1997).